# D-A-D
I D-A-D (detti anche D.A.D o D:A:D) sono un gruppo hard rock danese, precedentemente conosciuti come Disneyland After Dark, nome che furono costretti a cambiare dopo alcune azioni legali da parte della Walt Disney Company.
Il nome originale fu dato dal bassista Stig Pedersen, il quale riteneva che riflettesse il loro stile musicale. Quando iniziarono a diventare famosi all'interno degli Stati Uniti, la Walt Disney Company decise di intentare causa alla band per l'uso non autorizzato del marchio. Per evitare la causa, il gruppo cambiò il nome prima in D.A.D, poi in D:A:D nel 1995, ispirato da un disegno fatto da tre fan. Con il diffondersi di Internet, il nome D:A:D si rivelò inadatto perché i due punti non possono essere utilizzati nell'indirizzo di un sito web, così nel 2000 fu scelto l'attuale D-A-D.
I D-A-D iniziarono a suonare sotto il nome di Disneyland After Dark, a Copenaghen durante i primi anni ottanta. pubblicarono il primo EP nel 1985 per poi raggiungere il mercato internazionale nel 1989 con l'album No Fuel Left for the Pilgrims.

## Storia
Stig e Jesper diventarono amici nel 1982 e nello stesso anno decisero di formare una band. La prima formazione dei D-A-D risale all'autunno del 1982 con Jesper, Stig, Peter e Lene Glumer, fidanzata di Stig. Nel dicembre dell'82 costrinsero Lene Glumer a lasciare la band, perché ritenevano che non si adattasse alla loro musica. Fecero il loro primo concerto nel club Sundby Algaard, quando Lene Glumer era ancora membro della band.
La formazione originale del gruppo subì un unico cambiamento, quando nel 1999 Laust Sonne prese il posto del batterista e membro fondatore Peter Lundholm Jensen.

## Stile
Lo stile musicale dei D-A-D si può facilmente inserire nel contesto heavy metal, nonostante le sfumature grunge presenti in Helpyourselfish. Ciò che li differenzia dagli altri gruppi rock e punk sono i testi: fin dal primo album i D-A-D decisero di infondere in essi un sottile umorismo, invece che puntare sulla depressione o raccontare gli orrori della società. Anche le esibizioni live sono capaci di divertire, soprattutto per merito del bassista Stig.
I primi album sono caratterizzati da un forte accento danese nella pronuncia delle parole inglesi, accento che poi scomparirà nei lavori successivi per fare posto a un inglese regolare.

## Formazione
- Jesper Binzer - voce, chitarra
- Jacob Binzer - chitarra
- Stig Pedersen - basso
- Peter Lundholm Jensen - batteria
- Laust Sonne - batteria
- Lene Glumer - voce (1982)

## Discografia

### Album in studio
- 1986 - Call of the Wild
- 1987 - D.A.D. Draws a Circle
- 1989 - No Fuel Left for the Pilgrims
- 1991 - Riskin' It All
- 1995 - Helpyourselfish
- 1997 - Simpatico
- 2000 - Everything Glows
- 2002 - Soft Dogs
- 2005 - Scare Yourself
- 2008 - Monster Philosophy
- 2011 - DIC.NII.LAN.DAFT.ERD.ARK
- 2019 - A Prayer for the Loud
- 2024 - Speed of Darkness

### Live
- 1990 - Osaka After Dark
- 1998 - Psychopatico
- 2006 - Scare Yourself Alive

### Compilation
- 1989 - D.A.D. Special
- 1995 - Good Clean Family Entertainment You Can Trust
- 2000 - The Early Years
- 2002 - The Song Ramones the Same